# Джекобс, Симона
Симона Джекобс (англ. Simone Jacobs; род. 5 сентября 1966) — британская легкоатлетка, олимпийская медалистка.

## Биография
Джекобс родилась в Рединге, графство Беркшир, Англия. Она была членом спортивного клуба «Рединг», а затем «Шафтсбери Барнет Харриерс». Её лучшие результаты в карьере — 11,31 секунды на 100 метрах (1988) и 22,95 секунды на 200 метрах (1996). Она выиграла титул чемпиона ААА на 200 метров в 1986, 1988 и 1996 годах, а также титул чемпиона Великобритании на 200 метров в 1997 году.
Талантливая юниорка выиграла три медали на чемпионате Европы среди юниоров 1983 года и выиграла олимпийскую бронзовую медаль в возрасте 17 лет вместе с Хизер Оукс, Кэти Кук и Бев Каллендер, а Джейкобс заменил травмированную Ширли Томас в составе британской спринтерской эстафетной команды на Олимпийских играх 1984 года в Лос-Анджелесе.
Также выиграла бронзу в спринтерской эстафете на чемпионате Европы 1990 года, серебро в эстафете на Играх Содружества 1990 года и бронзу в эстафете на Играх Содружества 1994 и 1998 годов. Другие её индивидуальные результаты включают финишировав четвёртым на дистанции 200 метров в финале в 1986 Игры Содружества в Эдинбурге (всего 0,02 с медалью), а седьмой на 100 метров в финале в 1990 году Игр Содружества в Окленде.